# Kendži Mizoguči
Kendži Mizoguči (16. května 1898 Tokio – 24. srpna 1956 Kjóto) byl japonský filmový režisér.

## Život
Vyrostl ve velké chudobě, jeho rodina dokonce musela jeho sestru nechat adoptovat a později se z ní stala gejša. Otec byl navíc surovec a bil svou ženu. Obojí Kendžiho silně ovlivnilo a téma utlačované ženy patřilo později k jeho ústředním, jeho filmy jsou považovány obvykle za feministické.
Studoval malířství, poté pracoval v reklamě, pak se zkoušel prosadit jako herec. Roku 1923 prvně režíroval. Filmy z toho období se většinou nedochovaly, některé měly i propagandistický charakter ve prospěch komunismu. Sám režisér později tvrdil, že první opravdový film natočil až roku 1936 (Sestry z Gionu). Za války ovšem silně podporoval vládnoucí autoritářský režim a natočil pro něj znovu řadu propagandistických materiálů – tentokrát nacionalistických. Po válce se naopak obrátil k humanismu.
Evropa ho objevila na začátku 50. let díky časopisu Cahiers du cinéma, který začal jeho filmy propagovat. Průlomovým byl snímek Život milostnice Oharu z roku 1952, kterým se začala vrcholná fáze jeho tvorby, oceňovaná i na evropských festivalech. Za snímek Povídky o bledé luně po dešti získal Stříbrného lva za nejlepší režii na festivalu v Benátkách (1953). O rok později získal stejné ocenění za snímek Správce Sanšo. Zvláštní uznání získal v Benátkách roku 1956 za film Ulice hanby. K jeho dalším známým snímkům patří Příběh odkvetlých chryzantém (1939) či Ukřižovaní milenci (1954).
Proslulými se staly jeho dlouhé záběry bez střihu. Byl též znám jako „postrach herců“, neboť některé záběry nechal opakovat až stokrát.